# 1358
Пізнє Середньовіччя •  Реконкіста •  Ганза •  Авіньйонський полон пап •  Монгольська імперія •  Столітня війна

## Геополітична ситуація
Імператором Візантії є Іоанн V Палеолог (до 1376), Карл IV Люксембург — імператором Священної Римської імперії (до 1378). У Франції править Іоанн II Добрий (до 1364).
Апеннінський півострів розділений: північ належить Священній Римській імперії, середню частину займає Папська область, південь належить Неаполітанському королівству. Деякі міста півночі: Венеція, Піза, Генуя тощо, мають статус міст-республік. Триває боротьба гвельфів та гібелінів.
Майже весь Піренейський півострів займають християнські Кастилія і Леон, де править Педро I (до 1366), Арагонське королівство та Португалія, під владою маврів залишилися тільки землі на самому півдні. Едуард III королює в Англії (до 1377), Магнус Еріксон є королем Швеції (до 1364), а його син Гокон VI — Норвегії (до 1380), королем Польщі — Казимир III (до 1370). У Литві княжить Ольгерд (до 1377).
Руські землі перебувають під владою Золотої Орди. Триває війна за галицько-волинську спадщину між Польщею та Литвою. Польський король Казимир III захопив Галичину, литовський князь Ольгерд — Волинь. У Києві править князь Федір Іванович. Ярлик на володимирське князівство має московський князь Іван II Красний (до 1359).
Монгольська імперія займає більшу частину Азії, але вона розділена на окремі улуси, що воюють між собою. У Китаї, зокрема, править монгольська династія Юань. У Єгипті владу утримують мамлюки. Мариніди правлять у Магрибі. Делійський султанат є наймогутнішою державою Індії. В Японії триває період Муроматі.
Цивілізація мая переживає посткласичний період. Почали зароджуватися цивілізація ацтеків та інків.

## Події
- У Криму завершилося будівництво вірменського монастиря Сурб-Хач.
- У Парижі спалахнув бунт міщан на чолі з Етьєнном Марселем. 22 лютого бунтівники, що намагалися добитися впровадження великого ордонансу, захопили покої дофіна Карла й убили двох принців. Дофін утік і взяв Париж в облогу.
- У травні Францію охопило селянське повстання, що отримало назву Жакерія. Король Наварри Карл Злий завдав повстанцям вирішальної поразки 9 червня в битві біля Мелло.
- 31 липня, після вбивства Етьєнна Марселя, дофін Карл повернувся до Парижа.
- Генеральна рада Ганзи, що зібралася в Любеку, винесла рішення бойкотувати Фландрію. Любек став штаб-квартирою Ганзи.
- Помер герцог Австрії Альбрехт II Мудрий, залишивши свої володіння чотирьом синам, однак фактичним правителем Австрії став старший син Рудольф IV, оскільки його брати ще були малолітніми. Новий герцог взяв курс на відокремлення Австрії від Священної Римської імперії, опублікувавши фальшиві Privilegium Maius і проголосивши себе ерцгерцогом.
- Угорський король Людовик I Великий виграв війну з Венеційською республікою за приморські області Хорватії. Рагузька республіка формально визнала сюзеренітет Угорщини, але фактично була майже незалежною.
- Флорентійська родина Аччаюолі отримала у своє володіння Коринф.
- В Ірані влада ільханів практично зійшла нанівець, почався період панування Джалаїридів.
- У володіннях Маринідів після вбивства Абу Анан Фаріса почався період анархії.

## Народились
- 25 вересня — Асікаґа Йосіміцу, 3-й сьоґун сьоґунату Муроматі.

## Померли
- 7 червня — Асікаґа Такаудзі, засновник і 1-й сьоґун сьоґунату Муроматі.